# Oligacanthopus prograptus
Oligacanthopus prograptus är en insektsart som beskrevs av Rehn, J.A.G. och Morgan Hebard 1912. Oligacanthopus prograptus ingår i släktet Oligacanthopus och familjen Mogoplistidae. Inga underarter finns listade i Catalogue of Life.